# Gerald’s
Gerald’s – miejscowość na wyspie Montserrat (Karaiby). Populacja liczy 314 mieszkańców